# 福田駅 (深圳市)
福田駅（ふくでんえき、ふくだえき）は中華人民共和国深圳市福田区に位置する広深港高速鉄道、深圳地下鉄2号線（蛇口線）、3号線（竜崗線）、11号線（機場線）の駅。
深圳の都心に地下駅として建設されたため駅の規模は深圳北駅より小さい。当駅と隣の西九龍駅の間は地下線のため最高速度は200㎞である。
他に深圳地下鉄14号線、中距離交通網としての深恵都市間鉄道、深江都市間鉄道などが計画されており、将来の深圳市における交通の中枢として整備される予定である。

## 駅構造

### 中国鉄路総公司
地下1階から地下3階までの3層構造をしている。地下1階は深圳地下鉄との連絡階となっている。地下2階はコンコースで、切符売り場、改札、トイレはこの階に設置予定。地下3階はホーム階で、島式ホーム4面8線。

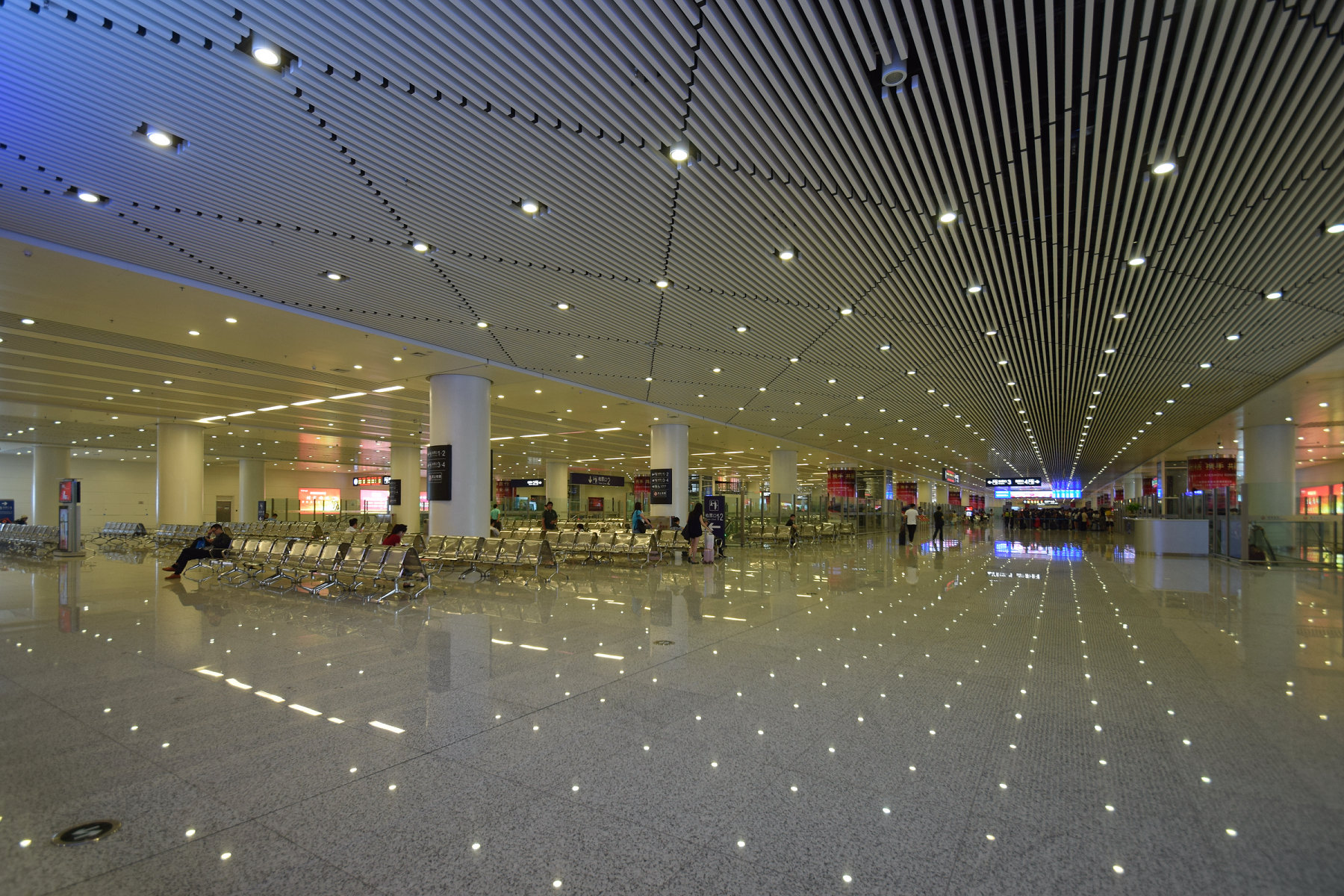
待合室
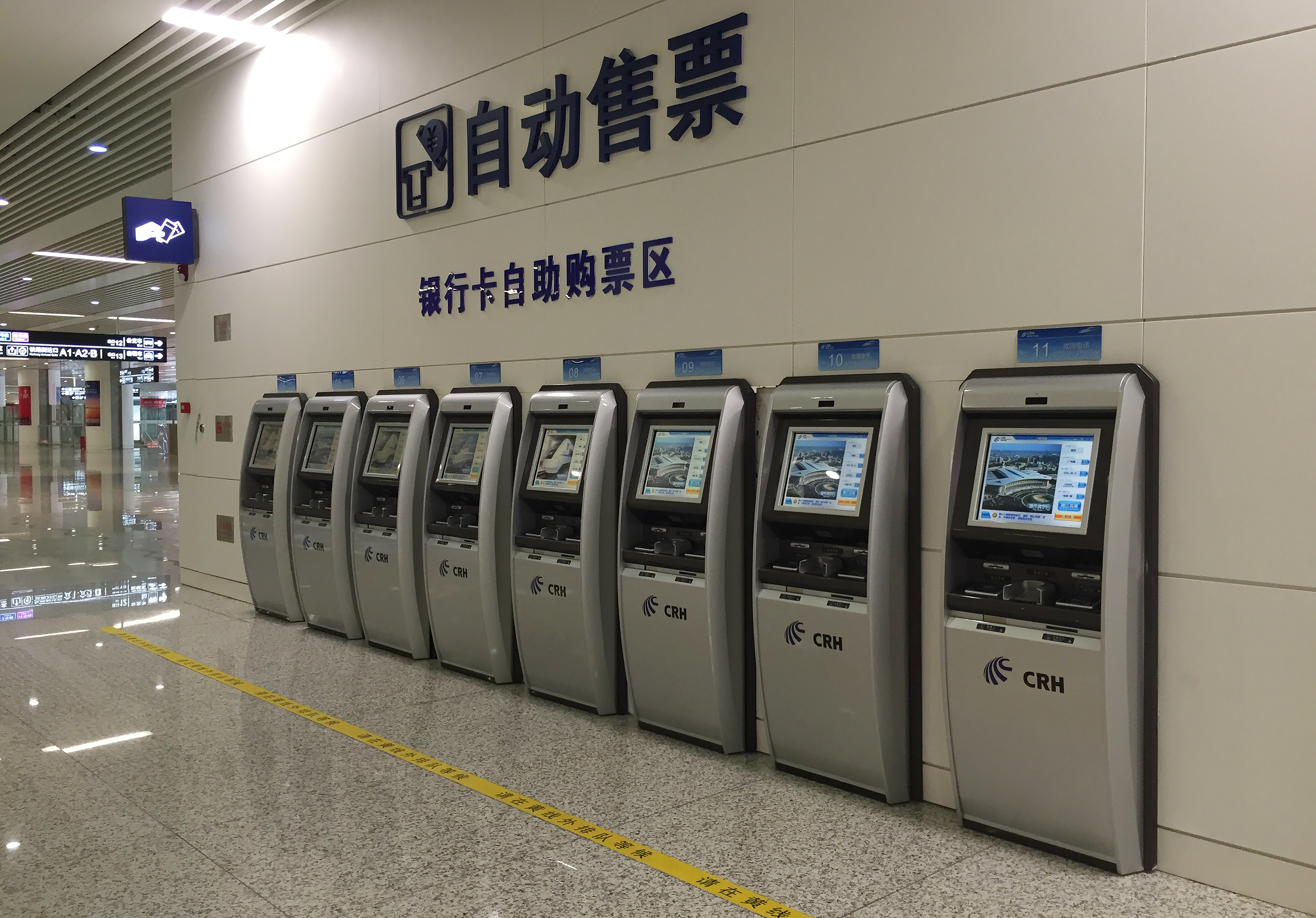
券売機
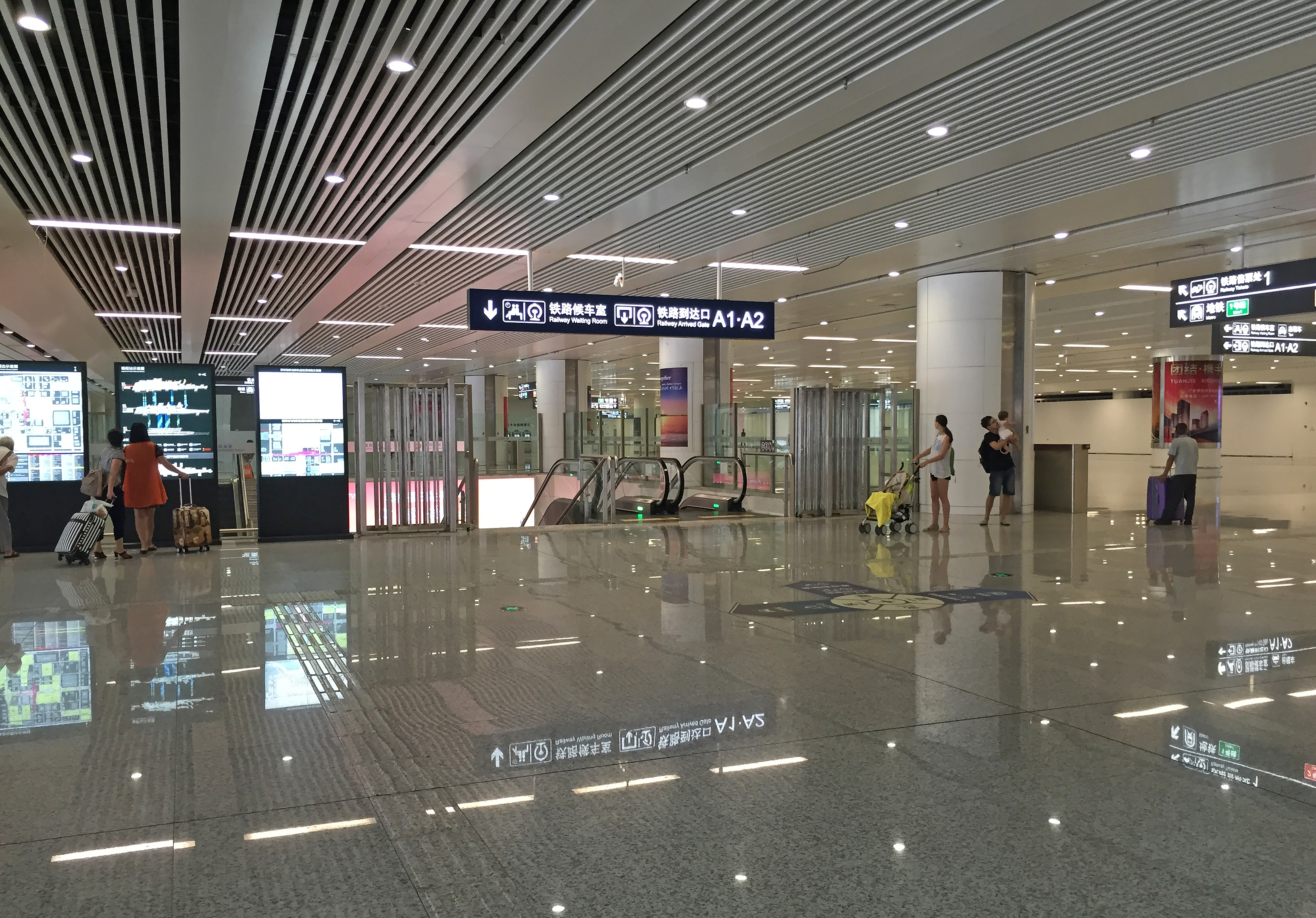
エスカレーター附近
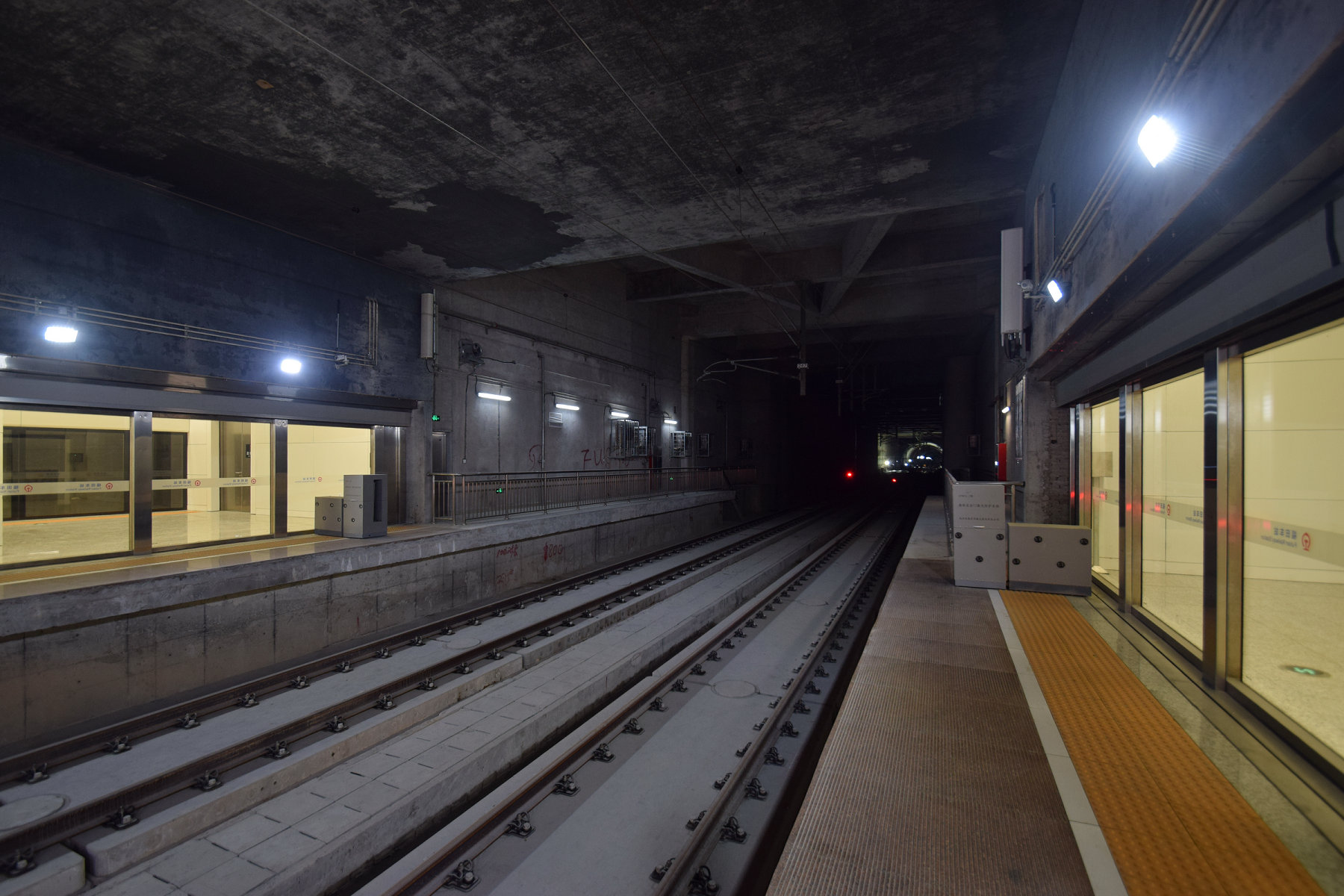
トンネル(西九龍方面)

| ホーム | 路線            | 行先               | 備考             |
| ------ | --------------- | ------------------ | ---------------- |
| 1・2   | ■広深港高速鉄道 | 深圳北・広州南方面 | 立ち入り制限区域 |
| 3・4   | ■広深港高速鉄道 | 香港西九龍方面     | 立ち入り制限区域 |
| 5～8   | ■広深港高速鉄道 | 深圳北・広州南方面 |                  |

### 深圳地下鉄
地下1階から地下3階までの3層構造をしている。地下1階はコンコースで、切符売り場や改札口はこの階にある。地下2階は2号線、11号線のホーム階で、島式ホーム2面4線を有する。地下3階は3号線のホーム階で、相対式ホーム2面2線を有する。両線ともにホームドア設置。

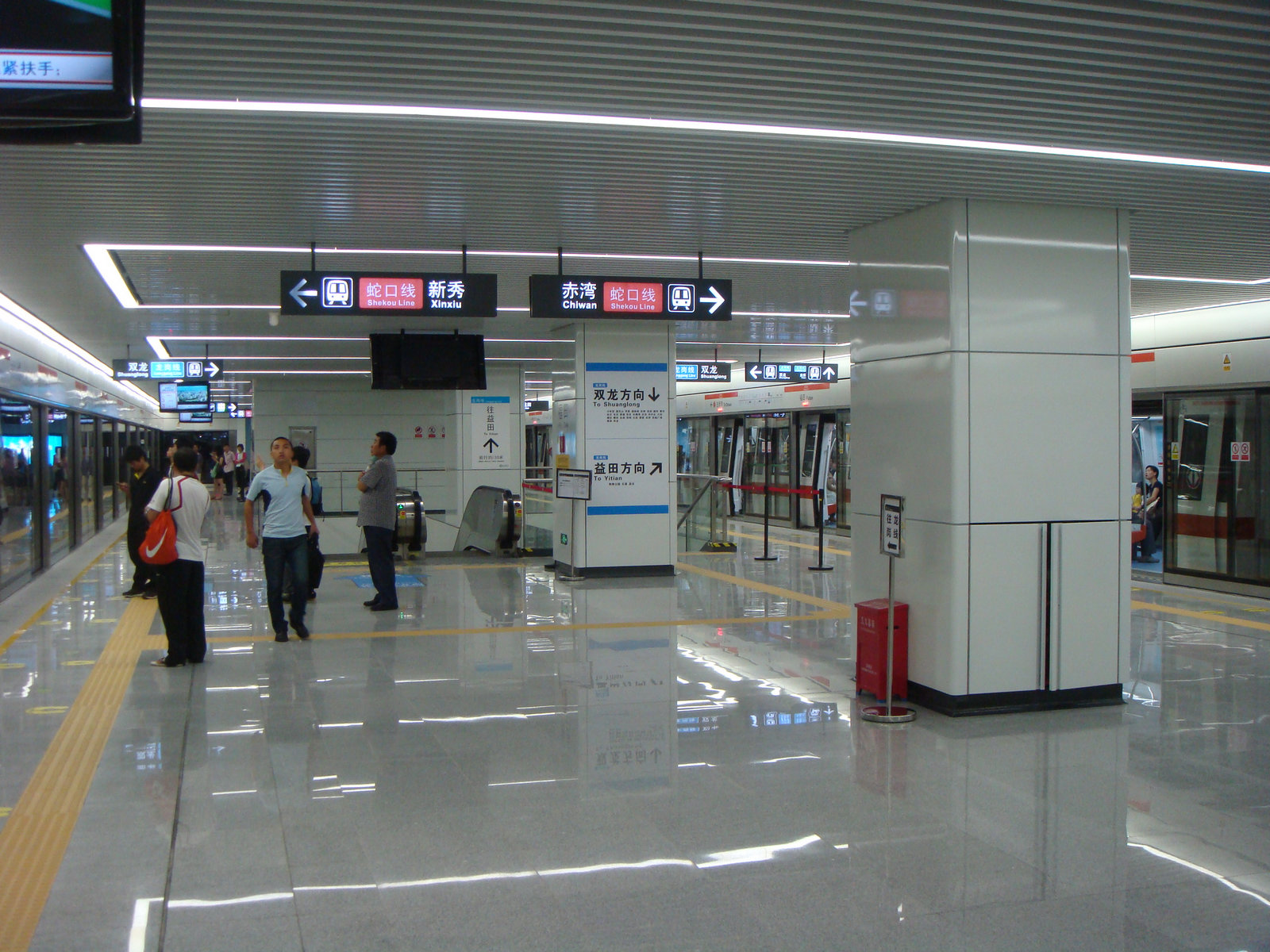
2号線（蛇口線）のホーム
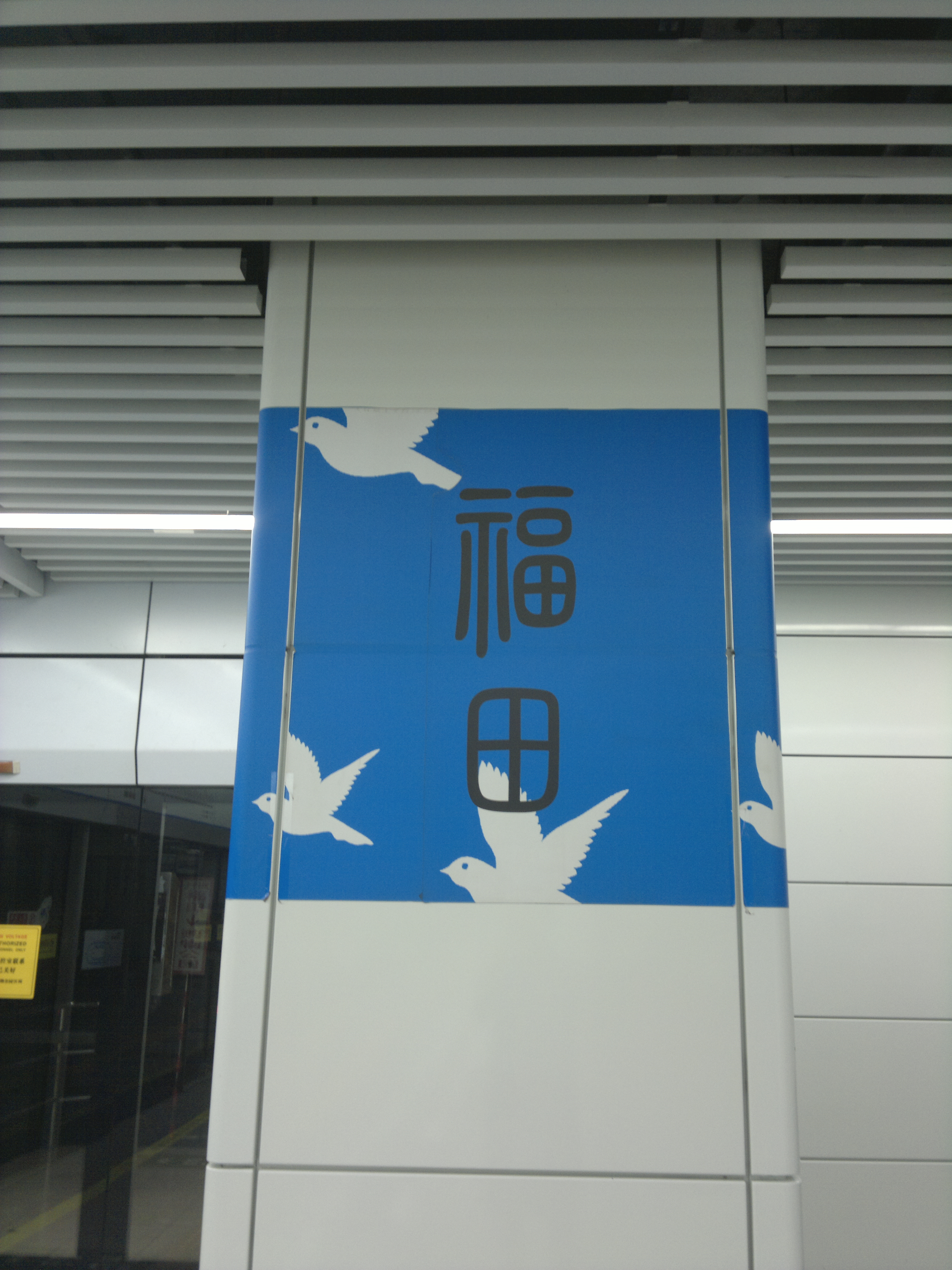
駅名標(3号線)
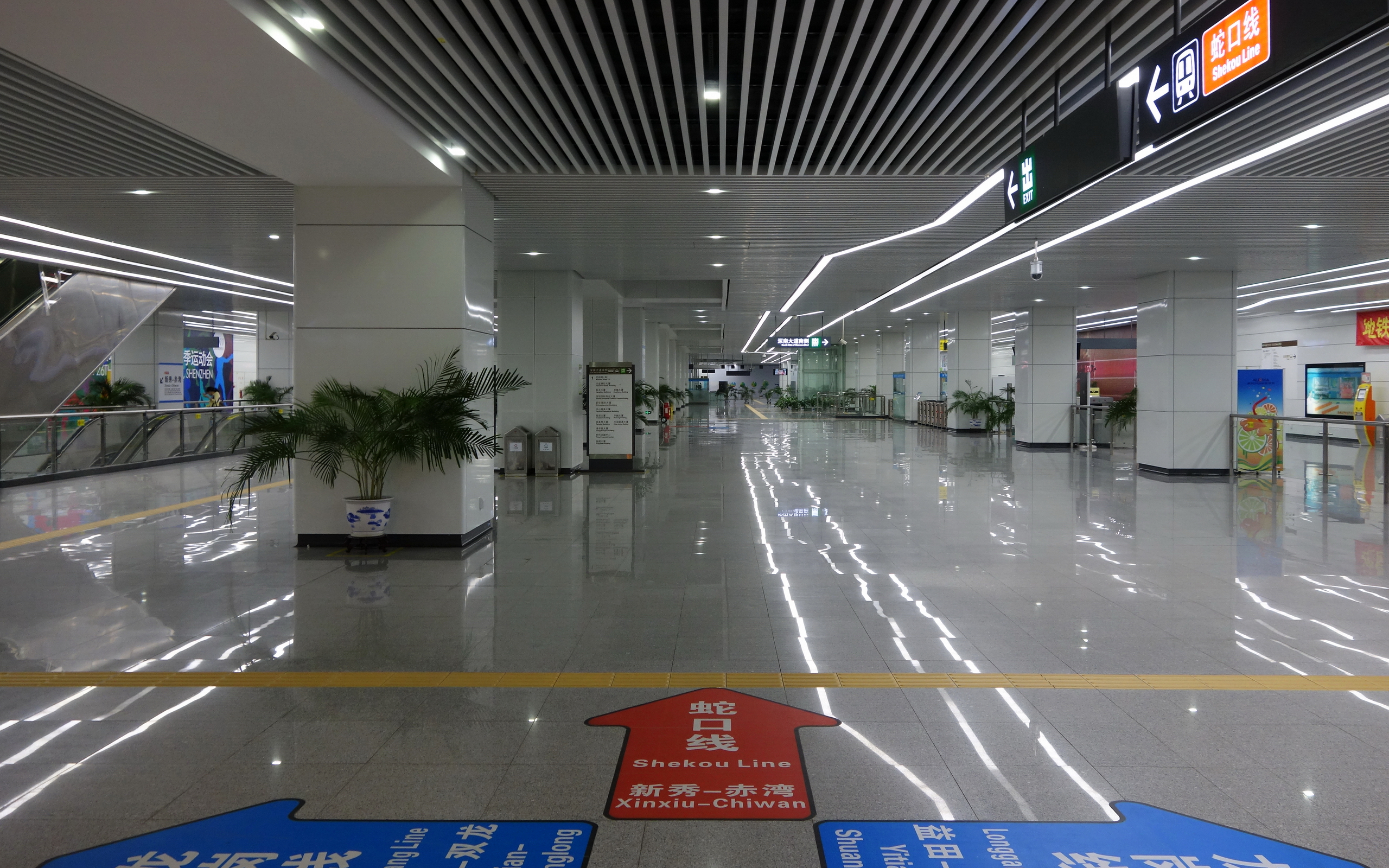
コンコース
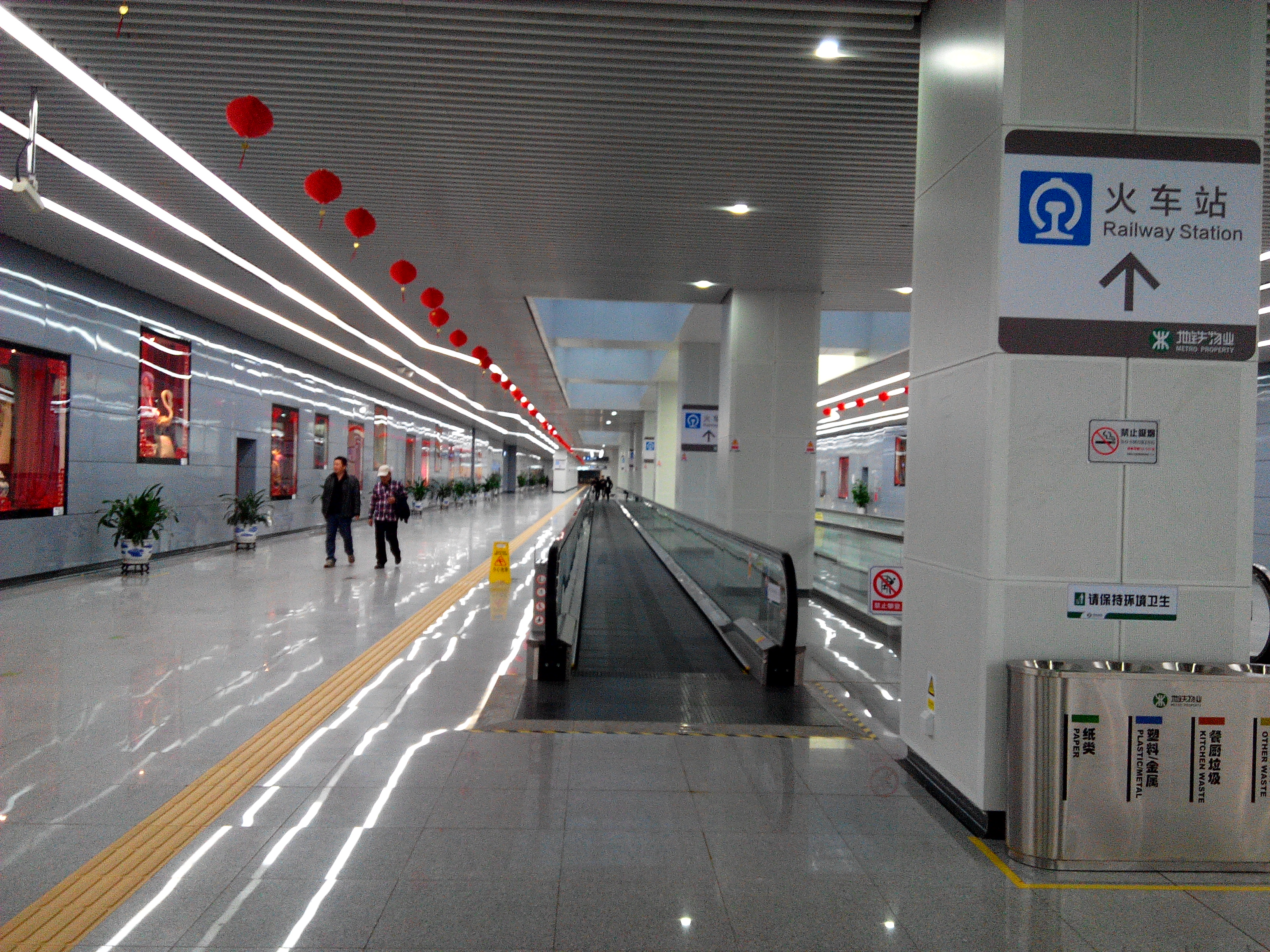
通路
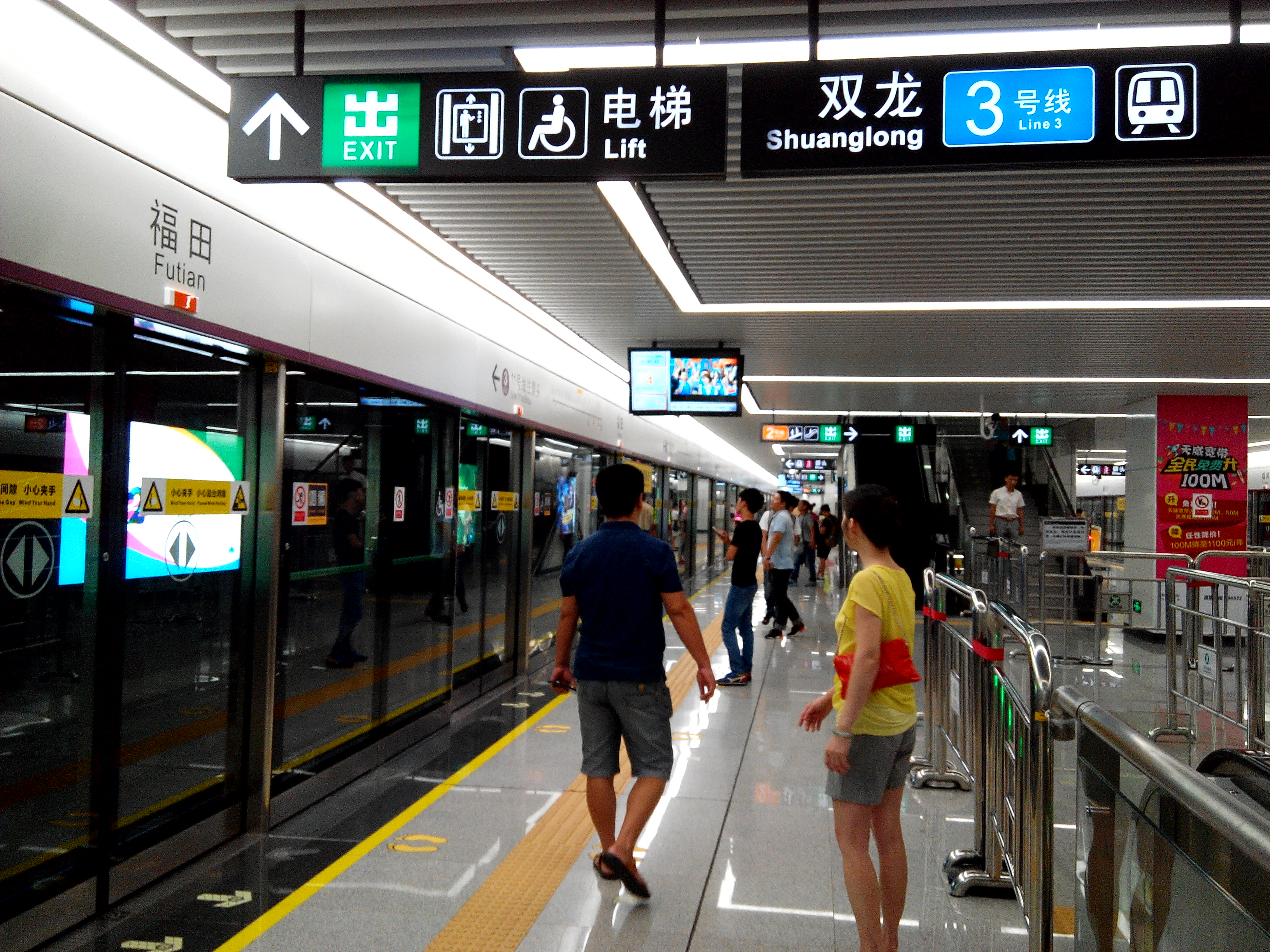
11号線ホーム

| のりば | 路線    | 方面                       |
| ------ | ------- | -------------------------- |
| 1      | ■蛇口線 | 世界之窓・紅樹湾・赤湾方向 |
| 2      | ■蛇口線 | 市民中心・大劇院・新秀方向 |
| 3・4   | ■機場線 | 碧頭方向                   |
| 5      | ■龍崗線 | 老街・布吉・双竜方向       |
| 6      | ■龍崗線 | 購物公園・石廈・益田方向   |

## 駅周辺
駅南側には国際商業大廈や航空大厦などのオフィスビルが立ち並びぶオフィス地区となっている。

## 歴史
- 2008年8月20日 - 竣工
- 2011年6月28日 - 3号線（竜崗線）開業[3]
- 2011年6月28日 - 2号線（蛇口線）開業
- 2015年12月30日 - CR 福田駅が開業し、広深港高速鉄道の起点（当時）となる[4]
- 2016年6月28日 - 11号線（機場線）開業

## 隣の駅
深圳地下鉄
■2号線（蛇口線）
蓮花西駅 - 福田駅 - 市民中心駅
■3号線（竜崗線）
少年宮駅 - 福田駅 - 購物公園駅
■11号線（機場線）
車公廟駅 - 福田駅
中国鉄路総公司
■広深港高速鉄道
深圳北駅 - 福田駅 - 香港西九龍駅